# لاگونا، شهرستان یوما، آریزونا
لاگونا (به انگلیسی: Laguna) یک منطقهٔ مسکونی در ایالات متحده آمریکا است که در آریزونا واقع شده‌است. لاگونا ۴۸ متر بالاتر از سطح دریا واقع شده‌است.